# Stone Arch Bridge
Die Stone Arch Bridge (deutsch etwa: Steinbogenbrücke) ist eine 640 Meter lange frühere Eisenbahnbrücke über den Mississippi River direkt unterhalb der Saint-Anthony-Fälle im Zentrum von Minneapolis, Minnesota. Sie liegt zwischen der Third Avenue Bridge und der eingestürzten Interstate-35W-Mississippi-River-Brücke und war 1883 durch den Eisenbahnmagnaten James J. Hill für seine Great Northern Railway erbaut worden und führte zu dem früheren Personenverkehrsbahnhof, der etwa eine Meile weiter westlich lag. Das Bauwerk wird nun als eine Brücke für Fußgänger und Radfahrer genutzt. Es ist eine National Historic Civil Engineering Landmark und wurde 1971 zum National Register of Historic Places hinzugefügt und gehört zu den Contributing Properties im Saint Anthony Falls Historic District.

## Geschichte
Die Brücke wurde von ihrem ursprünglichen Erscheinungsbild modifiziert. Als die Schleuse und der Staudamm an den Saint-Anthony-Fällen erbaut wurden, mussten zwei der Bögen durch ein Stahlfachwerkfeld ersetzt werden, um die Durchfahrt der Schiffe durch die Schleuse zu ermöglichen. Später bei einer Flut im Jahre 1965 hat das Hochwasser drei der Pfeiler unterspült und damit ein Einsacken der Brücke verursacht, sodass die Pfeiler repariert wurden und der Untergrund bei zwei der Bögen verstärkt wurde.
Als die Brücke noch dem Eisenbahnbetrieb diente, rollten Züge verschiedener Eisenbahnen von und nach dem Minneapolis Great Northern Depot darüber, einschließlich des Empire Builder der Great Northern Railroad. Das Bauwerk wurde bis 1978 als Eisenbahnbrücke genutzt. Es wurde nach einer kurzen Periode der Nichtnutzung repariert und an die heutige Nutzung angepasst. Die Rad- und Wanderwege über die Brücke sind an das Park- und Gehwegnetz der Stadt Minnesota angebunden und bilden einen Teil des St Anthony Falls Heritage Trail, welcher mit erklärenden Tafeln die Geschichte des Gebietes verdeutlicht. Die neuesten Renovierungen wurden im Jahre 2005 abgeschlossen, einschließlich der indirekten Beleuchtung, die durch private Geldgeber finanziert wurde.

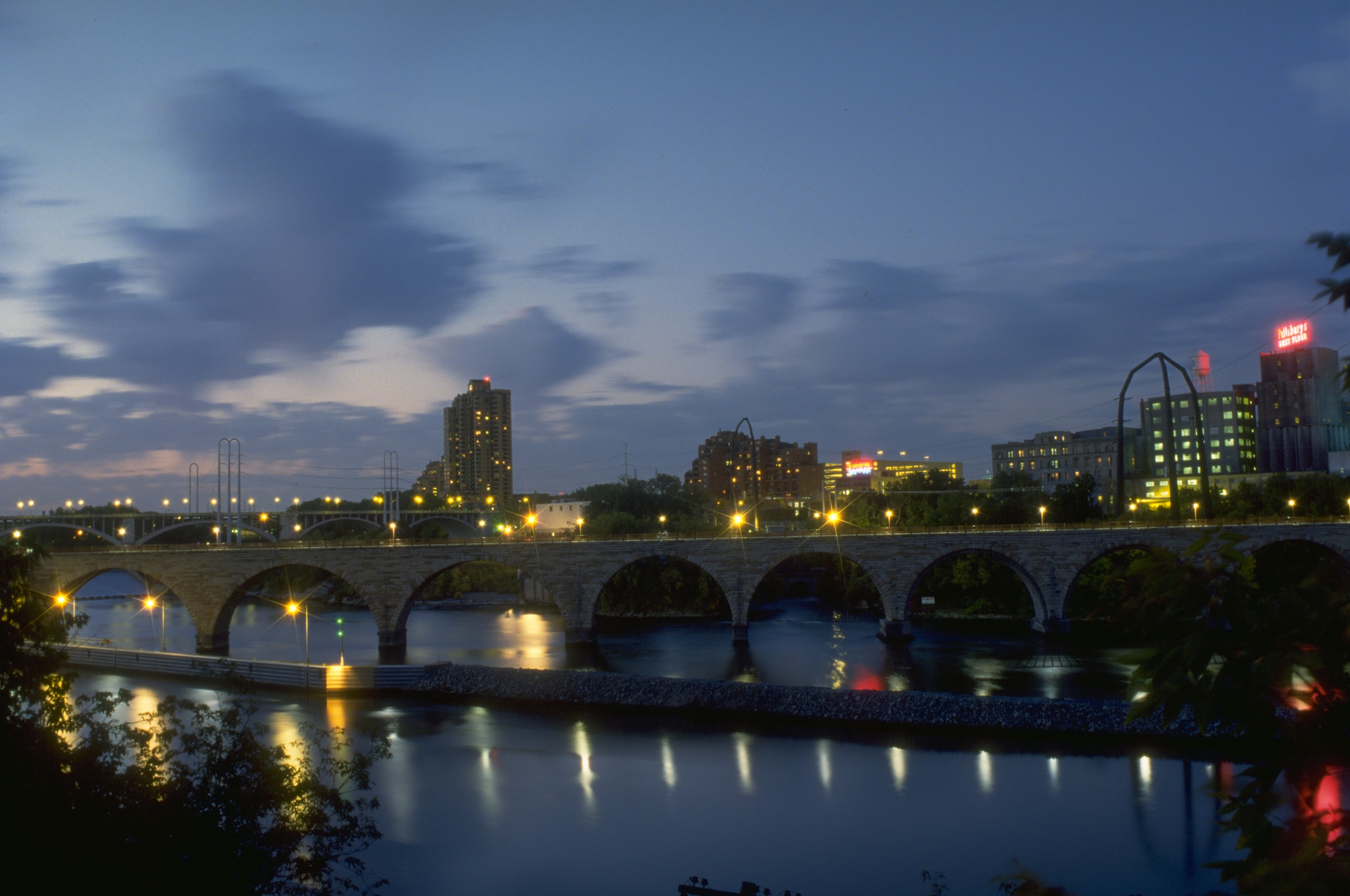
Stone Arch Bridge in der Abenddämmerung

Während der Sommermonate ist die Stone Arch Bridge im Fokus verschiedener Festlichkeiten im Bereich der St. Anthony Main Street und der Historic Main Street. Das Stone Arch Festival of the Arts findet am Vatertagswochenende statt und es nehmen daran viele örtliche Künstler teil. Feuerwerkdarbietungen am Unabhängigkeitstag und während des Minneapolis Aquatennial Ende Juli ziehen auch viele Besucher an, wenn das Feuerwerk von der nahegelegenen Hennepin Island abgeschossen wird. Die Brücke ermöglicht den Besuchern einen Blick auf die Skyline von Minneapolis, die Pillsbury A Mill, das Mill City Museum und viele andere Sehenswürdigkeiten in dem Stadtteil und liegt nahe der Restaurants auf der Main St SE und zum Guthrie Theater.